# Екель, Фредерик
Фредерик Екель (нем. Frederik Jäkel; родился 7 марта 2001 года, Доммич, Германия) — немецкий футболист, защитник клуба «РБ Лейпциг», выступающий на правах аренды за брауншвейгский «Айнтрахт».

## Клубная карьера
Фредерик Екель является воспитанником «РБ Лейпциг». За юношескую команду дебютировал в матче против сверстников из «Униона». Всего за юношескую команду «РБ Лейпциг» сыграл 19 матчей, где забил гол. За юниорскую команду дебютировал в матче против сверстников из «Хавелсе».
15 июля 2020 года был отправлен в аренду на 2 года в «Остенде». Из-за травмы спины за клуб дебютировал только 15 декабря 2020 года в матче против «Андерлехта». В матче против «Васланд-Беверена» получил две желтые карточки и пропустил матч с «Беерсхотом». Свой первый гол забил в ворота «Генка». Всего за клуб сыграл 43 матча, где забил 3 мяча.
1 июля 2022 года был отправлен в аренду в «Арминию». За клуб дебютировал в матче против «Зандхаузена». В матче против «Хайденхайма» получил две жёлтые карточки. Из-за сотрясения пропустил 23 дня.

## Карьера в сборной
Фредерик Екель играл за сборные Германии до 18, 19 и 20 лет, где сыграл 14 матчей. Также вызывался в сборную до 21 года.